# Рабб, Кристиан
Кристиан Рабб (венг. Rabb Krisztián, род. 10 ноября 2001) — венгерский фехтовальщик-саблист, серебряный призёр летних Олимпийских игр 2024 года, серебряный призёр чемпионата мира 2025 года, двукратный чемпион Европы. Участник летних Олимпийских игр 2024 года.

## Биография
На юношеских Олимпийских играх 2018 года в Буэнос-Айресе в индивидуальном разряде и в смешанной команде завоевал золотые медали.
В 2024 году на чемпионате Европы в Базеле стал чемпионом командного турнира саблистов.
В июле 2024 года на летних Олимпийских играх в Париже, в командных соревнованиях выиграл серебряную медаль в составе венгерской команды саблистов.